# Pokémon Conquest
Pokémon Conquest, conocido en Japón como Pokémon + Nobunaga's Ambition (ポケモン＋ノブナガの野望 Pokemon Purasu Nobunaga no Yabō), es un videojuego de rol táctico desarrollado por Tecmo Koei. Fue publicado por The Pokémon Company y distribuido por Nintendo para la Nintendo DS. El juego es un híbrido entre la serie de videojuegos Pokémon y la serie Nobunaga's Ambition. El juego fue estrenado en Japón el 17 de marzo de 2012, en Norteamérica el 18 de junio de 2012 y en Europa el 27 de julio de 2012.

## Mecánica de juego
El jugador, acompañado por un Eevee, viaja a través de la región de Ransei (ランセ地方 Ranse-chihō?) donde se le unen Pokémon, Guerreros (ブショー Bushō?) y Jefes Militares (ブショーリーダー Bushō Rīdā?) con el objetivo de conquistar la región y unirla como una sola nación. Los Guerreros y Jefes Militares pueden unirse al equipo del jugador después de vencerlos, esto le da acceso al jugador de tener más Pokémon. A diferencia de la serie principal de videojuegos de Pokémon —en la cual hay diferentes Pokémon capaces de usar diferentes ataques y medios de transporte— Pokémon Conquest es un videojuego de estrategia por turnos y rol táctico. Los Guerreros y Jefes Militares también tienen habilidades únicas que mejoran las habilidades de sus Pokémon pero que solo se pueden usar una vez por batalla. Estos efectos incluyen: aumento en poder de ataque, restauración de salud e incluso invencibilidad temporal.
A diferencia de la serie principal de juegos de Pokémon, cada Pokémon en Pokémon Conquest es capaz de usar solo un movimiento. Este movimiento es determinado por la especie de Pokémon y normalmente es elegido para representar esa especie. Por ejemplo, Excadrill usa su distintivo movimiento Taladradora. Adicionalmente, solo una pequeña fracción de los 649 Pokémon que existían hasta el momento del lanzamiento están disponibles en el juego. El sistema de captura de la serie principal es sustituido por un minijuego donde el Guerrero intenta formar un vínculo con un Pokémon salvaje  presionando un botón junto a un indicador en pantalla, proceso que recuerda a Dance Dance Revolution. El sistema para subir niveles de la serie principal es sustituido por un concepto llamado "vínculo", que es un porcentaje que aumenta hasta una cifra máxima y refleja las estadísticas de batalla del Pokémon. Cada Guerrero tienen una afinidad natural hacia ciertos tipos de Pokémon, lo que le da un límite de vínculo máximo con esos tipos de Pokémon. Adicionalmente, cada Guerrero y Jefe Militar tiene una familia evolutiva de Pokémon con la cual puede alcanzar un "vínculo perfecto" o al 100%. El traje de un Jefe Militar casi siempre se parece en aspecto a al menos una de la especies con las que puede tener vínculo perfecto. Aparte de esto, el sistema evolutivo de la serie principal se modificó para estar de acuerdo con la sustitución del sistema de niveles. En vez de que el Pokémon alcance un nivel en específico, evolucionan cuando alcanzan ciertas condiciones. Por ejemplo evolucionando al alcanzar cierto nivel de vínculo o ganando una batalla en un reino en específico. Los Jefes Militares también son capaces de evolucionar al alcanzar ciertas condiciones, estos son capaces de hacerlo solo hasta después de completar la historia principal, a excepción del jugador.
Los diferentes Guerreros y Jefes Militares reciben su nombre en honor a personajes de la historia japonesa, por ejemplo, el personaje de Nobunaga (ノブナガ?) en el juego recibe su nombre por el personaje histórico real Oda Nobunaga. Después de derrotar y completar la historia principal, los jugadores pueden empezar a jugar 32 episodios especiales. Cada episodio destaca uno de los otros Jefes Militares y tiene objetivos diferentes (por ejemplo, conquistar una porción de Ransei en vez de la región entera). Estos episodios constan de una IA más inteligente (las naciones enemigas atacan más seguido los reinos aliados); la habilidad de hacer subir de nivel las localidades dentro de las regiones a través de un banco, para encontrar más Pokémon o conseguir mejores objetos, y la habilidad de evolucionar el resto de Jefes Militares. Los episodios normalmente hacen referencia a eventos históricos reales, como por ejemplo, la traición de Mitsuhide hacia Nobunaga y la unificación de la mayor parte de Japón por Hideyoshi. Después de los episodios de los 16 Jefes Militares principales, se desbloquea un episodio final. Este es en esencia un nuevo juego con el personaje principal, pero incluyendo las  características adicionales de los episodios posteriores al juego.

## Argumento
Una leyenda predijo que aquel que unificara los 17 reinos de la región de Ransei (ランセ地方 Ranse-chihō?), tendría la oportunidad de encontrarse con el Pokémon legendario que creó esta región. Guerreros y Jefes Militares de toda la región querían cumplir la leyenda, trayendo con esto el fin de la era pacífica de Ransei con sus batallas. El juego comienza con el jugador principal recién nombrado como Jefe Militar del reino de Aurora (ハジメ Hajime?) y se encuentra con Oichi. El Jefe Militar Hideyoshi del reino vecino de Ignis (カエン Kaen?) manda a sus Guerreros para tenderle una emboscada a Aurora, solo para ser derrotados por el jugador principal y Oichi. Oichi le explica al jugador que todos los demás reinos de Ransei se han vuelto  agresivos y hostiles unos contra otros, en su búsqueda de cumplir la leyenda de Ransei. Esto inicia el angustioso viaje por unificar a las otras naciones, con el objetivo de restaurar la paz en Ransei, empezando por el reino de Ignis, . Después de conquistar los reinos de Greenleaf (アオバ Aoba?) y Fontaine (イズミ Izumi?), Oichi explica que Nobunaga, quien vive en la parte norte de Ransei, es la principal amenaza de la región. Después de conquistar los reinos de Violight (シデン Shiden?), Chrysalia (サナギ Sanagi?) y Pugilis (コブシ Kobushi?), Oichi explica que la ambición de Nobunaga es cumplir con la leyenda de Ransei y usar el poder de Arceus para demoler la región.
Después de conquistar los dos reinos de Terrera (ダイチ Daichi?) e Illusio (ゲンム Genmu?), Oichi organiza una celebración por el reclutamiento de Shingen y Kenshin al ejército del jugador. Durante la celebración, el jugador es confrontado por Nobunaga, quien tiene en su posesión los reinos de  Avia (ツバサ Tsubasa?), Cragspur (キガン Kigan?), Yaksha (ヤシャ Yasha?), Viperia (ドクガ Dokuga?), Valora (フクシ Fukushi?), Nixtorm (フブキ Fubuki?) y Spectra (ミタマ Mitama?). Nobunaga les avisa al jugador y Oichi de su tontedad al oponerse a él y regresa a su propio reino de Dragnor (リュウ Ryū?). A pesar de que su servidor Ranmaru le ruega a Oichi que no se oponga a él, Nobunaga declara que va a aniquilar a cualquier persona que se interponga en su camino. Después de que el jugador vence a Nobunaga y su Zekrom, el jugador unifica Ransei y aparece la Torre Infinita. Dentro de esta, el equipo del jugador encuentra el Pokémon mitológico Arceus. Después de establecer un vínculo con Arceus, el jugador es confrontado otra vez por Nobunaga, ahora con un Rayquaza variocolor como aliado, junto con Mitsuhide, Nō (ノウヒメ Nouhime?), Ieyasu, Ranmaru y Hideyoshi en una batalla final. Después de que Nobunaga es derrotado, él revela sus verdaderas intenciones de traer paz a Ransei destruyendo a Arceus pues es la causa del conflicto. Sin embargo, al ver que el jugador no es afectado por su vínculo con Arceus, Nobunaga se rinde mientras este Pokémon se retira del lugar y los verdaderos dueños de los reinos de Ransei son restaurados a su lugar con el establecimiento de un sistema en la región.

## Desarrollo
Pokémon + Nobunaga's Ambition fue revelado por primera vez el 17 de diciembre de 2011 en el "Jump Festa" de Shueisha, que es un evento de anime y manga. El juego fue anunciado en el mismo evento por Nintendo y Tecmo Koei, quienes anunciaron que el lanzamiento sería en 2012. La The Pokémon Company anunció una transmisión en vivo que sería usada para revelar información para los consumidores en Japón, este se llevó a cabo el 19 de enero de 2012. Parte del diseño de los personajes humanos sirvió también para Samurai Warriors 3. Los diseños fueron retocados por Ken Sugimori. El 4 de abril de 2012 se anunció en Pokemon.com que Pokémon + Nobunaga's Ambition sería lanzado en los Estados Unidos el 18 de junio de 2012 con el nombre de Pokémon Conquest.

## Recepción
Pokémon Conquest recibió reseñas positivas, recibió una puntuación de 80/100 en Metacritic. Famitsu le dio al juego una puntuación de 34/40. Los críticos alabaron la accesibilidad para jugadores jóvenes que tiene el juego, así como la habilidad de mezclar los Pokémon con un entorno histórico japonés. IGN le dio al juego una puntuación de 9 y un premio "Editor's Choice", alabando su compleja mecánica de juego y llamándolo "una de las mejores y mejor realizada serie derivada de Pokémon en existencia". Destructoid le dio al juego una puntuación de 8/10. Game Informer le dio una puntuación de 7/10.
En 2012 el juego vendió 341,000 copias en Japón.